# Democratische Volksrepubliek Jemen
De Democratische Volksrepubliek Jemen (Arabisch: جمهورية اليمن الديمقراطية الشعبية , Ǧumhūrīyat al-Yaman ad-Dīmuqrāṭīya aš-Šaʿbīya), vaak Zuid-Jemen genoemd, was een land in het huidige zuidelijke deel van Jemen tussen 1967 en 1990.

## Geschiedenis
In 1832 veroverde de Britse Oost-Indische Compagnie de havenstad Aden, om deze te kunnen gebruiken als kolenstation voor schepen naar Brits-Indië, waarvan de stad vervolgens tot onderdeel gemaakt werd. In 1937 werd de Kolonie Aden (Colony of Aden) opgezet rond de stad Aden door de Britten. De overige delen van Zuid-Jemen: het achterland van Aden en het oostelijker gelegen Hadramaut, werden geregeerd door lokale Arabische vorsten, maar lagen in de invloedssfeer van de Britten. In 1886 werden deze gebieden samengevoegd tot het Protectoraat Aden. De economische groei lag echter veelal in Aden, ten koste van die in het protectoraat eromheen. In 1963 gingen de kolonie Aden en het westelijke deel van het protectoraat Aden samen in de Zuid-Arabische Federatie, terwijl het oostelijke deel van het protectoraat (vooral Hadramaut), waarvan de leiders weigerden zich aan te sluiten, het Protectoraat Zuid-Arabië gingen vormen. Beide gebieden kregen van de Britten de belofte op onafhankelijkheid in 1968.
Twee nationalistische groeperingen; het Front voor de Bevrijding van Bezet Zuid-Jemen (FLOSY) en het Nationaal Bevrijdingsfront (NLF), begonnen echter een strijd tegen het Britse bestuur en toen het Suezkanaal in 1967 werd gesloten door toedoen van de Egyptische president Abdoel Nasser, begonnen de Britten zich terug te trekken uit het gebied. Zuid-Jemen verkreeg hierdoor onafhankelijkheid als de Volksrepubliek Jemen op 30 november 1967, waarbij de NLF de machtsstrijd over het bestuur van het land wist te winnen.
In juni 1969 greep de radicale marxistische vleugel van de NLF de macht en veranderde de naam van het land op 1 december 1970 in Democratische Volksrepubliek Jemen. Alle politieke partijen werden samengevoegd in de Jemenitische Socialistische Partij, dat de enige toegestane partij werd, zodat het land een eenpartijstaat werd. Het land knoopte nauwe politieke relaties aan met communistische landen als de Sovjet-Unie, de Volksrepubliek China en Cuba, alsook met radicale Palestijnen. Vanuit de grote communistische landen ontving het bewind steun voor de opbouw van haar militaire apparaat. In ruil daarvoor kreeg de Marine van de Sovjet-Unie toegang tot marinebases in het land.
De relaties met Noord-Jemen; de Jemenitische Arabische Republiek, verliepen de eerste jaren vrij stroef, al bleven vijandigheden uit en werd in 1972 zelfs aangekondigd dat beide landen uiteindelijk samen wilden gaan. Diverse machtswisselingen traden echter op in beide landen en de marxisten in het zuiden begonnen het linkse Nationaal Democratisch Front in Noord-Jemen te steunen. Dit liep uiteindelijk uit op een grensoorlog in 1979. Toen de Zuid-Jemenieten dreigden te winnen, grepen de Verenigde Staten in en ontstond een wapenstilstand door toedoen van de Arabische Liga. De Arabische machten wilden de supermachten er voortaan buiten houden en Saoedi-Arabië begon daarop het noordelijke regeringsleger te bewapenen, op voorwaarde dat de islamitische bevolking (waaronder de Jemenitische tak van de Moslimbroederschap) in dat land met rust gelaten zou worden. In maart 1979 kwamen beide leiders opnieuw bijeen om een unificatie te bepleiten tijdens een bijeenkomst in Koeweit. Onder de tafel kregen de Noord-Jemenitische opstandelingen echter nog steeds geldelijke en militaire steun, daar de marxistische leiding als uiteindelijk doel had het hele Arabische schiereiland onder communistisch bestuur te krijgen en bij een eventuele unie dus de dominante macht wilde vormen.
In april 1980 werd de marxistische leider Abdel Fattah Ismail, die van 1978 tot dat jaar (met hulp van de Sovjet-Unie) aan de macht was geweest, aan de kant gezet en vluchtte naar Moskou. Zijn opvolger was Ali Nasser Muhammad Husani, die ook al voor hem aan de macht was geweest. In 1986 braken opnieuw conflicten uit over de macht tussen aanhangers van Ismail aan ene zijde en Husani en Haider Abu Bakr al-Attas aan andere zijde, die uitliepen op een kortstondige burgeroorlog en de dood van Ismail en de vlucht van Husani naar het buitenland. Al-Attas wist de rust weer terug te doen keren en werd president, waarop hij opnieuw begon toenadering te zoeken met Noord-Jemen. De verstoorde relaties met Saoedi-Arabië en Oman werden door hem weer verbeterd.
Uiteindelijk leidden besprekingen met de Noord-Jemenitische leider Ali Abdullah Saleh ertoe dat op 22 mei 1990 de republiek samen ging met Noord-Jemen en de huidige republiek Jemen vormde. Saleh werd president en al-Attas premier. De Noord-Jemenitische regering kwam echter niet alle voorwaarden na uit het akkoord dat was gesloten. Zo had al-Attas een soort confederatiemodel voorzien tussen beide voormalige landen, maar daar zag Saleh niets in. Hierop scheidde Zuid-Jemen zich in 1994 onder leiding van Ali Salem al Baidh opnieuw af onder de naam Democratische Republiek Jemen.
Hoewel het leger van Zuid-Jemen de beschikking had over een grotere luchtmacht, was het niet in staat om het veel grotere leger van Noord-Jemen, dat ook over veel meer tanks beschikte, te weerstaan en binnen een paar weken was Aden bezet, waarop Zuid-Jemen definitief onderdeel werd van Jemen. Al Baidh vluchtte naar Oman.
Nog steeds zijn met name de socialistische krachten in Zuid-Jemen het niet eens met de machtsovername door het noorden, alsmede een deel van de bevolking. Sinds 1994 is de invloed van het veel conservatievere islamitische noorden ook steeds verder doorgedrongen in de maatschappij. Zo werden vrouwen, wier rechten goed waren geregeld in het marxistische zuiden, plotseling opgeroepen hoofddoeken te gaan dragen en werden elementen die niet in de islam pasten als beelden van vrouwen zonder hoofddoek omvergehaald in Aden. Ook werd de enige brouwerij van Aden vernietigd.